# Moncegorsk
Moncegorsk (în rusă Мончегорск) este un oraș din Regiunea Murmansk, Federația Rusă, cu o populație de 52.242 locuitori.